# Dylan Osetkowski
Dylan Osetkowski (San Diego, California, 8 de agosto de 1996) es un jugador de baloncesto estadounidense, de nacionalidad alemana, que pertenece a la plantilla del KK Partizan de la ABA Liga y Euroliga. Mide 2,06 metros y juega en la posición de ala pívot.

## Trayectoria deportiva

### Universidad
Formado en Junipero Serra Catholic High School y en 2014 ingresó en Tulane Green Wave en la que jugó durante dos temporadas (2014-2016), aportando en su segunda temporada la cifra de 11.3 puntos y 8.3 rebotes por partido y sumó 11 dobles-dobles en puntos y rebotes. 
En 2017 solicitó el transfer a la Universidad de Texas y por la normativa NCAA tras pasar un año en blanco, jugaría dos temporadas con Texas Longhorns (2017-2019) en el que en su último año universitario promedió 11.14 puntos y 7.2 rebotes por partido.

### Profesional
En verano de 2019, tras no haber sido elegido en el draft, participó en el PIT de 2019, destacando entre los interiores con 12.7 puntos y 6.7 rebotes y disputaría 8 encuentros de la liga de verano de la NBA con Cleveland Cavaliers, en las sedes de Las Vegas y Salt Lake City.
En octubre de 2019 se marcharía a Europa para debutar como profesional en Alemania en las filas del BG 74 Göttingen de la Basketball Bundesliga, en la que jugó durante 17 partidos promediando la cifra de 12.59 por encuentro durante en la temporada 2019-20, hasta el parón de la liga por el coronavirus.
El 23 de mayo de 2020, se confirma su fichaje por Ratiopharm Ulm de la Basketball Bundesliga por una temporada. En Eurocup tuvo unas medias de 17.9 puntos, 5.3 rebotes y 2.8 asistencias para una valoración de 21.8 en 26 minutos de juego y una nominación como MVP de la Jornada 6.
El 14 de julio de 2021, se convierte en jugador del ASVEL Lyon-Villeurbanne de la Ligue Nationale de Basket-ball por una temporada con opción a otra. Con el conjunto francés disputaría la Euroliga y lograría el título de título de la Ligue Nationale de Basket-ball venciendo en el último partido de la final al AS Mónaco Basket.
El 2 de julio de 2022, firma por el Unicaja Málaga de la Liga Endesa.En su primera temporada en el conjunto andaluz ya consigue conquistar la Copa del Rey 2023 tras vencer al FC Barcelona en cuartos de final, al Real Madrid en semifinal y al Lenovo Tenerife en la final por 83-80. En su segunda temporada en el conjunto malagueño consigue conquistar la Liga de campeones, y consiguen finalizar líderes en la fase regular de la Liga Endesa.
El 27 de junio de 2025 firma por el Partizan Mozzart Bet de la KLS serbia.